# ذا يونغ توركس
ذا يونغ توركس (بالإنجليزية: The Young Turks)‏ هو برنامج أمريكي ذو توجهات تقدمية، على اليوتيوب كما يظهر في قنوات تلفزيونية أخرى، يقدمه المذيع تشينك أويغر وآنا كسباريان.

## روابط خارجية
- ذا يونغ توركس على موقع IMDb (الإنجليزية)
- ذا يونغ توركس على موقع قاعدة بيانات الفيلم (الإنجليزية)